# Robert Sheckley
Robert Sheckley (Brooklyn, Nueva York; 16 de julio de 1928 -  Poughkeepsie, Nueva York; 9 de diciembre de 2005) fue un autor de ciencia ficción estadounidense, colaborador regular de la revista Galaxy en los años 1950, escribió más de cien novelas y cuentos.
Utilizaba diversos seudónimos, como por ejemplo Phillips Barbee, Ned Lang o Finn O'Donnevan.
Una de sus novelas más conocidas, La Séptima Víctima (The Seventh Victim, 1953) fue adaptada al cine por Elio Petri con el título de La décima víctima (La decima vittima). 
También ha sido llevada al cine su novela The Prize of Peril, adaptada por Yves Boisset.
Robert Sheckley también ha escrito en colaboración, como por ejemplo con el escritor Roger Zelazny.

## Biografía
Robert Sheckley nació en el seno de una familia judía en Brooklyn, Nueva York. Estuvo en el ejército norteamericano de 1946 a 1948, dentro del cual sirvió en Corea. Estudió en la Universidad de Nueva York. En 1951 empezó a escribir relatos e historias cortas para las revistas de ciencia ficción de la época, contribuyendo al mismo tiempo en la redacción de los guiones para la serie de televisión Capitán Vídeo. 
En 1970 se trasladó a vivir a la isla de Ibiza, España. Volvió a su ciudad natal como editor de ciencia ficción de la revista OMNI Magazine. En 1981 dejó la revista dedicándose a la producción de novelas, viviendo y escribiendo durante ese periodo en Everglades, Manhattan, París, la ciudad de Ibiza por segunda vez, Connecticut, Portland y finalmente Red Hook, en Nueva York. 
Hasta su muerte en 2005, continuó escribiendo en su casa de Red Hook, Nueva York, utilizando los alias de Phillips Barbee y Finn O'Donnevan. Escribió hasta su último aliento, hasta su último ápice de conciencia, cuando cayó desplomado encima de su máquina de escribir.
Robert Sheckley se casó y luego divorció de cuatro mujeres: Barbara Scadron, Ziva Kwitney, Abby Schulman y la escritora Jay Rothbell Sheckley. De la unión con Barbara Scadron nació su primer hijo, Jason. La novelista Alisa Kwitney nació fruto de su segundo matrimonio. Y finalmente su hija Anaya y su hijo Jed nacieron a raíz de su cuarto matrimonio con Jay Rothbell. En el momento de su fallecimiento estaba separado de su quinta mujer, Gail Dana. 
En el abril de 2005, durante su participación en el evento para escritores de ciencia ficción Ukrainian Sci-Fi Computer Week, Sheckley cayó enfermo y tuvo que ser hospitalizado en Kiev. Una vez en Nueva York fue sometido a cirugía a corazón abierto.
El 20 de noviembre de 2005 tuvo un aneurisma cerebral, que lo condujo a la muerte el 9 de diciembre, en el hospital de Poughkeepsie, Nueva York.

## Obras

### Novelas
(Lista incompleta)
- The Seventh Victim, 1953
- Immortality Inc., 1958 - Presses Pocket Science-fiction N°5007, 1977
- The Status Civilization, 1960 - Galaxie-bis N° 9, 1968. Edición española: Mañana será así. Ediciones Vértice. Col.Galaxia n.16, 1964
- Journey beyond Tomorrow, 1962. Edición española: Los viajes de Joenes Bibliopolis. Colección Bibliópolis Fantástica n.44, 2010
- La Décima Víctima, 1965
- Trueque mental, 1965
- Dimensión de milagros, 1968
- Options, 1975
- The Alchemical Marriage of Alistair Crompton, 1978
- Dramocles, 1983
- Victim prime, 1987
- Hunter/Victim, 1988
- Bring me the head of Charming Prince, 1991, en colaboración con Roger Zelazny
- A Faust, Faust et demi, en colaboración con Roger Zelazny